# Exastilithoxus fimbriatus
Exastilithoxus fimbriatus es una especie de peces de la familia Loricariidae en el orden de los Siluriformes.

## Morfología
• Los machos pueden llegar alcanzar los 6 cm de longitud total.

## Hábitat
Es un pez de agua dulce y de clima tropical (25 °C-28 °C).

## Distribución geográfica
Se encuentran en Sudamérica: cuencas de los ríos  Caronia y  Matacuni ( cuenca del río Orinoco,  Venezuela ).